# Courage
《courage》是日本歌手户松遥的第14张单曲唱片。该曲于2014年12月3日由Music Ray'n发行。

## 概要
《courage》为前作《Fantastic Soda!!》推出约4个月后的作品，亦为2014年的第3作。户松于2014年10月5日在東京都秋叶原举办的“电击文库 秋之祭典2014”中首次披露了该曲。
该曲为电视动画《刀剑神域II》圣剑篇以及圣母圣咏篇片头曲。歌曲发售时，距离户松主唱的上一个电视动画主题曲《Q&A 演奏會！》推出时已有两年多。
户松本人在自己的官方博客当中提到，歌曲标题具有双重意义，“courage”意为“勇气”，其日语发音和在《刀剑神域II》圣母圣咏篇登场的角色有纪（ユウキ）的相同。本曲是摇滚曲，歌词蕴含着难以动摇的意志以及强大的勇气，与此同时，这首歌曲也与《刀剑神域》的世界观紧密相连。
该单曲分为3个版本推出，分别为初回生产限定盘、通常盘、SAO盘（期间限定盘）。初回生产限定盘附属一张DVD，内容为《courage》的音乐影片以及该作15秒与30秒版本的电视广告。SAO盘（期间限定盘）为精装版，封面上印有动画图案，图案为有纪和亚丝娜的插画，由插画家abec负责绘画。

## 销售成绩
本曲在发售的第一周时共卖出23794张，于2014年12月15日公布的Oricon周榜获得第4位，这一成绩刷新了户松遥发售的单曲在该榜的最高排名记录，同时也是她的单曲第二次进入该榜前十。之前的最高记录单曲是最高排名第10位的《motto☆大膽一點！》。而在2014年12月3日公布的Oricon日间排行榜中，该曲进入前三排名第二，同样刷新了记录。
与此同时，本曲在2014年12月15日公布的Billboard Japan Hot Animation中排名第1位，这个排名超越曾在同榜排名第2位的《Q&A 演奏會！》成为户松的动画主题曲在该榜的最好成绩，一周后，本曲在同榜被LiSA的《印记》超越，下滑至第2位，而Hot 100與Hot Singles Sales則分別取得第3位和第4位。Nielsen SoundScan方面，《courage》拿到第3名。

## 评价
本曲在CD Journal的评价为“直入重点的歌声，和激动人心的钢琴摇滚非常相容。”（真っ直ぐに芯のある歌声は、ドラマティックなピアノ・ロックとの相性抜群。）。

## 收录曲
CD单曲
全編曲：古川贵浩
1. courage [4:11]
  - 作詞、作曲：Nori
  - 电视动画《刀剑神域II》圣剑篇/圣母圣咏篇片头曲，圣剑篇和圣母圣咏篇的开场动画有一定的差异。
2. （別離之路） [5:33]
  - 作詞、作曲：铃木健太朗
  - 《刀剑神域II》圣母圣咏篇第24话插入曲
3. courage（Instrumental）

DVD（附属于初回生产限定盘中）
1. courage（Music Clip）
2. courage（TV Spot 15sec+30sec）

## 收录专辑
| 曲名    | 收录专辑            | 發售日        | 備註            |
| ------- | ------------------- | ------------- | --------------- |
| courage | 《Harukarisk*Land》 | 2015年3月18日 | 第3张录音室专辑 |